# Antonín Bílý
Antonín Bílý (30. května 1861 Milevsko – 30. dubna 1940 Praha) byl český soudce, senátní prezident Nejvyššího soudu a místopředseda Ústavního soudu v období první republiky. Věnoval se především obchodnímu právu.

## Život
Kariéru soudce začínal v Milevsku, roku 1908 vydal monografii Společnost s obmezeným ručením dle zák. ze dne 6. března 1906, č. 58 ř. z. Později dosáhl až funkce senátního prezidenta (předsedy senátu) Nejvyššího soudu v Brně, který jej roku 1920 vyslal do nově se ustanovujícího Ústavního soudu, jehož byl roku 1921 zvolen místopředsedou. Byl např. zpravodajem v řízení o přezkoumání opatření stálého výboru č. 577/1920 Sb. z. a n., kterým se upravuje z důvodu války promlčení práva ku předpisu a vymáhání pojistného. V těchto funkcích však nepobyl dlouho, roku 1923 byl jmenován předsedou zemského civilního soudu v Praze, což vyvolalo otázku, zda pozbytí funkce soudce Nejvyššího soudu má vliv i na členství v soudu ústavním. On sám soudil, že nikoli, ale plénum soudu 22. února 1924 rozhodlo, že tím přestal být i ústavním soudcem. Tím byla tato otázka rozhodnuta i do budoucna, s tím, že díky tomu převážilo korporativistické chápání ústavního soudu, tedy že jednotliví jeho členové zastupují vždy toho, kdo je do funkce zvolil. Ve funkci jej nahradil dosavadní náhradník Antonín Latka a místopředsedou byl zvolen František Vážný, oba také soudci Nejvyššího soudu.